# Portada/article desembre 26

## Senpai i kōhai
Senpai (先輩, literalment «company d'abans») i kōhai (後輩, literalment «company de després») són termes provinents del japonès que descriuen una relació interpersonal informal que es troba present en les organitzacions, associacions, clubs, empreses i escoles del Japó.
La relació senpai-kōhai és pròpiament interdependent, ja que un senpai necessita un kōhai i viceversa, el llaç establert queda determinat per la data d'entrada a l'organització. El concepte té la base en la filosofia japonesa i ha perdurat dins d'aquesta societat.